# Olympische Sommerspiele 2004/Volleyball (Halle)
Bei den Olympischen Sommerspielen 2004 in Athen wurden im Hallen-Volleyball Turniere für Frauen und Männer ausgetragen.

## Qualifikation
Jeweils zwölf Mannschaften qualifizierten sich bei den Frauen und Männern für das olympische Turnier. Griechenland war als Gastgeber gesetzt. Die besten drei Mannschaften beim World Cup 2003 qualifizierten sich ebenfalls.
Im Dezember 2003 und Januar 2004 fanden in Afrika, Europa sowie Nord- und Südamerika kontinentale Vorausscheidungen statt, deren Sieger in Athen dabei waren.
Männer
- Beim afrikanischen Turnier in Tunis nutzten die Gastgeber aus Tunesien ihren Heimvorteil gegen Ägypten, Algerien und Südafrika.
- Das europäische Turnier fand in Leipzig statt. Russland besiegte im Finale die Niederlande. Die deutsche Mannschaft schied gegen die Niederlande im Halbfinale aus.
- Beim Turnier der NORCECA in Caguas mit acht Teilnehmern setzten sich die USA gegen Kuba durch.
- Das südamerikanische Turnier in Caracas gewann Argentinien gegen Chile, Peru und Gastgeber Venezuela.

Frauen
- Beim afrikanischen Turnier in Nairobi nutzten die Gastgeber aus Kenia ihren Heimvorteil und setzten sich gegen Ägypten, Nigeria und die Seychellen durch.
- Das europäische Turnier fand in Baku (Aserbaidschan) statt. Die deutsche Mannschaft schaffte mit einem 3:0-Sieg im Finale gegen die Türkei die als „Wunder von Baku“ bezeichnete Qualifikation.
- Beim Turnier der NORCECA in Santo Domingo setzte sich Kuba vor der Dominikanischen Republik durch.
- Beim südamerikanischen Turnier in Caracas nutzte die Dominikanische Republik ihre zweite Chance und gewann vor Argentinien, Peru und Venezuela.

Die letzten Plätze wurden bei drei Turnieren im Mai 2004 vergeben.
Männer
- In Madrid (23.–25. Mai) besiegten die Niederlande im entscheidenden Spiel Gastgeber Spanien.
- In Porto (21.–23. Mai) setzte sich Polen ungeschlagen durch.
- In Tokio (22.–30. Mai) gewann Frankreich. Da der Wettbewerb gleichzeitig als asiatische Vorausscheidung galt, qualifizierte sich auch Australien.

Frauen
In Tokio (8. bis 16. Mai) gewann Gastgeber Japan das Turnier. Da der Wettbewerb gleichzeitig als asiatische Vorausscheidung galt, qualifizierte sich auch Südkorea. Russland und Italien belegten die weiteren freien Plätze beim olympischen Turnier.
| Qualifizierte Mannschaften | Qualifizierte Mannschaften | Qualifizierte Mannschaften | Qualifizierte Mannschaften |
| Männer                     | Männer                     | Frauen                     | Frauen                     |
| -------------------------- | -------------------------- | -------------------------- | -------------------------- |
| Gastgeber                  | Griechenland               | Gastgeber                  | Griechenland               |
| Sieger beim World Cup      | Brasilien                  | Sieger beim World Cup      | Volksrepublik China        |
| Platz 2 beim World Cup     | Italien                    | Platz 2 beim World Cup     | Brasilien                  |
| Platz 3 beim World Cup     | Serbien und Montenegro     | Platz 3 beim World Cup     | USA                        |
| Afrika                     | Tunesien                   | Afrika                     | Kenia                      |
| Asien                      | Australien                 | Asien                      | Südkorea                   |
| Europa                     | Russland                   | Europa                     | Deutschland                |
| Nordamerika                | USA                        | Nordamerika                | Kuba                       |
| Südamerika                 | Argentinien                | Südamerika                 | Dominikanische Republik    |
| Turnier Madrid             | Niederlande                | Turnier Tokio              | Japan                      |
| Turnier Porto              | Polen                      | Turnier Tokio              | Russland                   |
| Turnier Tokio              | Frankreich                 | Turnier Tokio              | Italien                    |

## Modus
Der Modus war bei Frauen und Männern gleich.
Die zwölf qualifizierten Mannschaften wurden in zwei Gruppen mit jeweils sechs Teilnehmern gelost. Die Vorrunde wurde nach dem Modus „jeder gegen jeden“ ausgetragen. Die besten vier Teams jeder Gruppe erreichten das Viertelfinale. Anschließend ging es im einfachen K.-o.-System weiter bis zum Finale.
Die Spiele wurden vom 14. bis 29. August in Athen ausgetragen. Die Spielstätte war das Friedens- und Freundschaftsstadion (Stadio Irinis kai Filias) im Faliro Coastal Zone Olympic Sports Complex.

## Spielplan Männer

### Vorrunde
In Gruppe A verlor Serbien und Montenegro das Auftaktspiel gegen Polen, blieb danach aber ungeschlagen und sicherte sich mit dem abschließenden Sieg gegen Griechenland den ersten Platz. Die Griechen lagen nur wegen des besseren Ballpunktquotienten vor Argentinien. Mit ebenfalls acht Punkten qualifizierte sich Polen für das Viertelfinale. Für Frankreich und das sieglose Tunesien war das Turnier schon nach der Vorrunde beendet.
In Gruppe B gewann Brasilien die ersten vier Spiele und belegte trotz einer Niederlage gegen die USA den ersten Platz. Dahinter platzierte sich Italien, das zwei Spiele im Tie-Break verlor. Die USA und Russland erreichten ebenfalls mit acht Punkten das Viertelfinale. Australien konnte nur zwei Sätze gewinnen und schied ebenso nach der Vorrunde aus wie die Niederlande.
| Gruppe A |                        |       |       |        |
| Platz    | Team                   | BPQ   | Sätze | Punkte |
| 1.       | Serbien und Montenegro | 1,073 | 12:6  | 9      |
| 2.       | Griechenland           | 1,046 | 12:9  | 8      |
| 3.       | Argentinien            | 1,031 | 12:9  | 8      |
| 4.       | Polen                  | 1,007 | 10:9  | 8      |
| 5.       | Frankreich             | 1,028 | 8:10  | 7      |
| 6.       | Tunesien               | 0,827 | 4:15  | 5      |

| Gruppe B |             |       |       |        |
| Platz    | Team        | BPQ   | Sätze | Punkte |
| 1.       | Brasilien   | 1,121 | 13:7  | 9      |
| 2.       | Italien     | 1,071 | 13:7  | 8      |
| 3.       | USA         | 1,033 | 11:8  | 8      |
| 4.       | Russland    | 1,051 | 11:9  | 8      |
| 5.       | Niederlande | 0,933 | 7:11  | 7      |
| 6.       | Australien  | 0,784 | 2:15  | 5      |

| 15. August | Serbien und M. | Polen          | 0:3 |
|            | Argentinien    | Frankreich     | 3:0 |
|            | Tunesien       | Griechenland   | 0:3 |
| 17. August | Tunesien       | Argentinien    | 2:3 |
|            | Frankreich     | Serbien und M. | 0:3 |
|            | Griechenland   | Polen          | 3:1 |
| 19. August | Polen          | Frankreich     | 0:3 |
|            | Serbien und M. | Tunesien       | 3:0 |
|            | Argentinien    | Griechenland   | 3:1 |
| 21. August | Tunesien       | Polen          | 1:3 |
|            | Argentinien    | Serbien und M. | 1:3 |
|            | Griechenland   | Frankreich     | 3:2 |
| 23. August | Frankreich     | Tunesien       | 3:1 |
|            | Polen          | Argentinien    | 3:2 |
|            | Serbien und M. | Griechenland   | 3:2 |

| 15. August | Niederlande | Russland    | 3:2 |
|            | Brasilien   | Australien  | 3:1 |
|            | Italien     | USA         | 3:1 |
| 17. August | Australien  | Russland    | 0:3 |
|            | USA         | Niederlande | 3:0 |
|            | Brasilien   | Italien     | 3:2 |
| 19. August | Italien     | Australien  | 3:0 |
|            | Niederlande | Brasilien   | 1:3 |
|            | Russland    | USA         | 3:1 |
| 21. August | Australien  | USA         | 1:3 |
|            | Italien     | Niederlande | 3:0 |
|            | Brasilien   | Russland    | 3:0 |
| 23. August | Russland    | Italien     | 3:2 |
|            | Niederlande | Australien  | 3:0 |
|            | USA         | Brasilien   | 3:1 |

### Finalrunde
Im Viertelfinale kam es am 25. August zur Neuauflage des Endspiels aus dem Jahr 2000. Dabei gelang Russland die Revanche gegen den Titelverteidiger Serbien und Montenegro. Der damalige Dritte aus Italien setzte sich gegen Argentinien durch und besiegte im Halbfinale am 27. August die Russen. Im anderen Halbfinale bezwang Brasilien die USA ebenfalls in drei Sätzen. Russland gewann am 29. August die Bronzemedaille. Neuer Olympiasieger wurde Brasilien mit einem 3:1 im Finale gegen Italien.
|  | Viertelfinale  | Viertelfinale |          |           | Halbfinale       | Halbfinale |  |  | Finale | Finale |
|  |                |               |          |           |                  |            |  |  |        |        |
|  |                |               |          |           |                  |            |  |  |        |        |
|  | Serbien und M. | 1             |          |           |                  |            |  |  |        |        |
|  | Serbien und M. | 1             |          |           |                  |            |  |  |        |        |
|  | Russland       | 3             |          |           |                  |            |  |  |        |        |
|  | Russland       | 3             | Russland | 0         |                  |            |  |  |        |        |
|  |                |               | Russland | 0         |                  |            |  |  |        |        |
|  |                | Italien       | 3        |           |                  |            |  |  |        |        |
|  | Argentinien    | Italien       | 3        | 1         |                  |            |  |  |        |        |
|  | Argentinien    |               |          | 1         |                  |            |  |  |        |        |
|  | Italien        | 3             |          |           |                  |            |  |  |        |        |
|  |                |               | Italien  | 1         |                  |            |  |  |        |        |
|  |                |               |          | Brasilien | 3                |            |  |  |        |        |
|  | Griechenland   | 2             |          |           |                  |            |  |  |        |        |
|  | USA            | 3             |          |           |                  |            |  |  |        |        |
|  | USA            | 3             | USA      | 0         |                  |            |  |  |        |        |
|  |                |               | USA      | 0         | Spiel um Platz 3 |            |  |  |        |        |
|  |                | Brasilien     | 3        |           |                  |            |  |  |        |        |
|  | Polen          | Brasilien     | 3        | 0         | Russland         | 3          |  |  |        |        |
|  | Polen          |               |          | 0         | Russland         | 3          |  |  |        |        |
|  | Brasilien      | 3             |          | USA       | 0                |            |  |  |        |        |
|  | Brasilien      | 3             |          |           | 0                |            |  |  |        |        |
|  |                |               |          |           |                  |            |  |  |        |        |

## Spielplan Frauen

### Vorrunde
In Gruppe A gab Brasilien im Spitzenspiel gegen Italien die einzigen beiden Sätze ab und belegte souverän den ersten Platz. Für Italien war dieses 2:3 die einzige Niederlage in der Vorrunde. Die beiden asiatischen Vertreter Südkorea und Japan qualifizierten sich ebenfalls für das Viertelfinale, wobei die Koreaner das direkte Duell für sich entschieden. Kenia konnte keinen einzigen Satz gewinnen und schied ebenso wie Griechenland nach der Vorrunde aus.
In Gruppe B verlor China in fünf Sätzen gegen Kuba, konnte sich aber mit einem abschließenden Sieg gegen Russland den ersten Platz vor den Osteuropäern sichern. Kuba wurde trotz eines 0:3 gegen die USA Dritter vor den Amerikanern. Die deutsche Mannschaft startete gegen Kuba erfolgreich ins Turnier, kassierte dann aber drei Niederlagen in Folge und konnte mit dem Sieg gegen die Dominikanische Republik das vorzeitige Aus nicht mehr verhindern.
| Gruppe A |              |       |       |        |
| Platz    | Team         | BPQ   | Sätze | Punkte |
| 1.       | Brasilien    | 1,258 | 15:2  | 10     |
| 2.       | Italien      | 1,285 | 14:3  | 9      |
| 3.       | Südkorea     | 1,009 | 9:7   | 8      |
| 4.       | Japan        | 1,009 | 6:10  | 7      |
| 5.       | Griechenland | 0,911 | 5:12  | 6      |
| 6.       | Kenia        | 0,623 | 0:15  | 5      |

| Gruppe B |                         |       |       |        |
| Platz    | Team                    | BPQ   | Sätze | Punkte |
| 1.       | Volksrepublik China     | 1,240 | 14:4  | 9      |
| 2.       | Russland                | 1,098 | 11:8  | 8      |
| 3.       | Kuba                    | 0,963 | 11:10 | 8      |
| 4.       | USA                     | 1,011 | 11:10 | 7      |
| 5.       | Deutschland             | 0,935 | 7:11  | 7      |
| 6.       | Dominikanische Republik | 0,803 | 3:14  | 6      |

| 14. August | Japan        | Brasilien    | 0:3 |
|            | Griechenland | Kenia        | 3:0 |
|            | Südkorea     | Italien      | 0:3 |
| 16. August | Kenia        | Brasilien    | 0:3 |
|            | Italien      | Japan        | 3:0 |
|            | Griechenland | Südkorea     | 1:3 |
| 18. August | Südkorea     | Kenia        | 3:0 |
|            | Japan        | Griechenland | 3:1 |
|            | Brasilien    | Italien      | 3:2 |
| 20. August | Südkorea     | Japan        | 3:0 |
|            | Griechenland | Brasilien    | 0:3 |
|            | Kenia        | Italien      | 0:3 |
| 22. August | Japan        | Kenia        | 3:0 |
|            | Italien      | Griechenland | 3:0 |
|            | Brasilien    | Südkorea     | 3:0 |

| 14. August | Kuba              | Deutschland       | 2:3 |
|            | Dominikanische R. | Russland          | 0:3 |
|            | China             | USA               | 3:1 |
| 16. August | China             | Dominikanische R. | 3:0 |
|            | USA               | Deutschland       | 3:1 |
|            | Russland          | Kuba              | 2:3 |
| 18. August | Dominikanische R. | USA               | 3:2 |
|            | Kuba              | China             | 3:2 |
|            | Deutschland       | Russland          | 0:3 |
| 20. August | China             | Deutschland       | 3:0 |
|            | Dominikanische R. | Kuba              | 0:3 |
|            | USA               | Russland          | 2:3 |
| 22. August | Deutschland       | Dominikanische R. | 3:0 |
|            | Russland          | China             | 0:3 |
|            | Kuba              | USA               | 0:3 |

### Finalrunde
Im Viertelfinale am 24. August konnte sich der Titelverteidiger Kuba knapp gegen Italien durchsetzen. Der Dritte aus dem Jahr 2000, Brasilien, brauchte gegen die USA ebenfalls den Tie-Break, während der damalige Finalist Russland gegen Südkorea keine Probleme hatte. China gewann das asiatische Duell gegen Japan und bezwang im Halbfinale am 26. August den Titelverteidiger. Russland qualifizierte sich mit einem 3:2 gegen Brasilien erneut für das Endspiel. Dort unterlag das Team aber trotz 2:0-Satzführung den Chinesen, die zum zweiten Mal nach 1984 olympisches Gold holten. Die Bronzemedaille sicherte sich Kuba gegen Brasilien.
|  | Viertelfinale       | Viertelfinale       |           |                     | Halbfinale       | Halbfinale |  |  | Finale | Finale |
|  |                     |                     |           |                     |                  |            |  |  |        |        |
|  |                     |                     |           |                     |                  |            |  |  |        |        |
|  | Brasilien           | 3                   |           |                     |                  |            |  |  |        |        |
|  | Brasilien           | 3                   |           |                     |                  |            |  |  |        |        |
|  | USA                 | 2                   |           |                     |                  |            |  |  |        |        |
|  | USA                 | 2                   | Brasilien | 2                   |                  |            |  |  |        |        |
|  |                     |                     | Brasilien | 2                   |                  |            |  |  |        |        |
|  |                     | Russland            | 3         |                     |                  |            |  |  |        |        |
|  | Südkorea            | Russland            | 3         | 0                   |                  |            |  |  |        |        |
|  | Südkorea            |                     |           | 0                   |                  |            |  |  |        |        |
|  | Russland            | 3                   |           |                     |                  |            |  |  |        |        |
|  |                     |                     | Russland  | 2                   |                  |            |  |  |        |        |
|  |                     |                     |           | Volksrepublik China | 3                |            |  |  |        |        |
|  | Italien             | 2                   |           |                     |                  |            |  |  |        |        |
|  | Kuba                | 3                   |           |                     |                  |            |  |  |        |        |
|  | Kuba                | 3                   | Kuba      | 2                   |                  |            |  |  |        |        |
|  |                     |                     | Kuba      | 2                   | Spiel um Platz 3 |            |  |  |        |        |
|  |                     | Volksrepublik China | 3         |                     |                  |            |  |  |        |        |
|  | Japan               | Volksrepublik China | 3         | 0                   | Brasilien        | 1          |  |  |        |        |
|  | Japan               |                     |           | 0                   | Brasilien        | 1          |  |  |        |        |
|  | Volksrepublik China | 3                   |           | Kuba                | 3                |            |  |  |        |        |
|  | Volksrepublik China | 3                   |           |                     | 3                |            |  |  |        |        |
|  |                     |                     |           |                     |                  |            |  |  |        |        |

## Medaillen

### Männer
| Platz | Land      | Spieler |
| ----- | --------- | --- |
| 1     | Brasilien | Dante Guimarães Amaral, Nalbert Bitencourt, Gustavo Endres, Ricardo Garcia, Giovane Gávio, Gilberto Godoy Filho, André Heller, Maurício Lima, André Nascimento, Anderson Rodrigues, Rodrigo Santana, Sérgio Dutra Santos |
| 2     | Italien   | Matej Černič, Alberto Cisolla, Paolo Cozzi, Alessandro Fei, Andrea Giani, Luigi Mastrangelo, Samuele Papi, Damiano Pippi, Andrea Sartoretti, Wenzeslaw Simeonow, Paolo Tofoli, Valerio Vermiglio                         |
| 3     | Russland  | Pawel Abramow, Sergei Baranow, Taras Chtei, Stanislaw Dineikin, Andrei Jegortschew, Alexei Kasakow, Vadim Kamutskitsch, Alexander Kossarew, Alexei Kuleschow, Sergei Tetjuchin, Konstantin Uschakow, Alexei Werbow       |

### Frauen
| Platz | Land                | Spieler |
| ----- | ------------------- | --- |
| 1     | Volksrepublik China | Chen Jing, Feng Kun, Li Shan, Liu Yanan, Song Nina, Wang Lina, Yang Hao, Zhang Na, Zhang Ping, Zhang Yuehong, Zhao Ruirui, Zhou Suhong |
| 2     | Russland            | Jewgenija Artamonowa, Ljubow Sokolowa-Schaschkowa, Olga Tschukanowa, Jekaterina Gamowa, Alexandra Korukowez, Olga Nikolajewa, Jelena Plotnikowa, Natalja Safronowa, Marina Scheschenina, Irina Tebenichina, Jelizaweta Tischtschenko, Jelena Tjurina |
| 3     | Kuba                | Zoila Barros Fernández, Rosir Calderón Díaz, Kenia Carcasé Opón, Nancy Carillo de la Paz, Ana Ibis Fernández, Maybelis Martínez, Liana Mesa Luaces, Indira Mestre Baro, Anniara Muñoz, Yaima Ortiz Charro, Daimi Ramírez Echevarría, Yumilka Ruiz, Marta Sánchez Salfran, Yanelis Rebeca Santos Allegne, Yusidey Silie Frómeta, Dulce Tellez Palacio, Marta Zamora Gil |
| 9     | Deutschland         | Christina Benecke, Atika Bouagaa, Cornelia Dumler, Christiane Fürst, Angelina Grün, Tanja Hart, Olessya Kulakova, Kathy Radzuweit, Julia Schlecht, Judith Sylvester, Birgit Thumm, Kerstin Tzscherlich |